# Paraxenoda
Paraxenoda is een geslacht van kevers uit de familie bladkevers (Chrysomelidae).
De wetenschappelijke naam van het geslacht werd in 1999 gepubliceerd door Mohamedsaid.

## Soorten
- Paraxenoda beeneni (Doberl, 1995)
- Paraxenoda biru (Mohamedsaid, 2001)
- Paraxenoda mahsuri (Mohamedsaid, 2001)
- Paraxenoda nigripennis (Jiang, 1990)
- Paraxenoda poringica (Mohamedsaid, 2001)
- Paraxenoda punctata Mohamedsaid, 1999